# 天主教科霍戈總教區
天主教科霍戈總教區 （拉丁語：Archidioecesis Korhogoensis）是科特迪瓦一個羅馬天主教教省總教區，下轄兩個教區。是該國四個總教區之一。

## 歷史
1971年10月15日設科霍戈教區，1994年12月19日升為總教區。

## 現況
總教區包括科霍戈省、本賈利省、騰格雷拉省，2006年有教友48,000人（佔轄區總人口6%）、廿四個堂區、卅七名司鐸。現任總主教為馬利-達彌爾·達迪耶。